# Primidona
Primidona é um anticonvulsivante da classe dos barbitúricos.